# Bonna
 (septembre 2012).
Si vous disposez d'ouvrages ou d'articles de référence ou si vous connaissez des sites web de qualité traitant du thème abordé ici, merci de compléter l'article en donnant les références utiles à sa vérifiabilité et en les liant à la section « Notes et références ».
Pour les articles homonymes, voir Bona, Bonna et Bonnat.

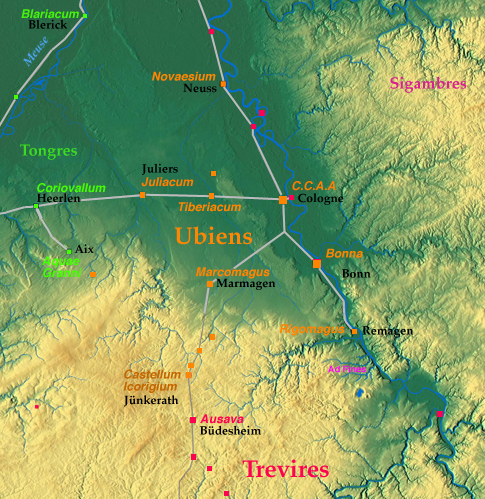
Topographie autour de Colonia Iulia Bonna, situation des chaussées romaines, des Limes et des Ubiens - proximité des Tongres et des Trévires

Bonna ou Bonnensia puis Colonia Iulia Bonna - aujourd'hui Bonn - est un castrum pour une légion et un vicus romain de la défense des Limes du Bas-Rhin de Germanie inférieure, dans le territoire du peuple des Ubiens au confluent de la Sieg et du Rhin.

## Colonia Iulia Bonna
Construit par Drusus entre 16 et 13 avant Jésus-Christ sur les restes d'un village Ubien (circa 25), c'est d'abord un castrum pour les troupes auxiliaires. Après la bataille de Teutoburg, on y installe un large castra pour la Ire légion Germanica.
Après la révolte des Bataves en vers 69-70, Bonna, reconstruite en pierre, devient la base de la légion XXI Rapax, et après 83,la base de la légion I Minervia.
Selon l'écrivain Florus (70 - 140 (?), il y aurait eu un pont sur la Sieg sous le règne d'Hadrien.
Bonna est le centre du culte de la triade des mères aufaniennes et du culte de Gebrinius
La ville est attaquée en 275 et en 365 par les Francs mais résiste. Vers 400, les Francs prenneent le castrum et le transforment en village fortifié.
On trouve des traces de chrétiens aux Ve et VIe siècles. une église est signalée vers 400. Elle est dévastée par les Normands au IXe siècle.
La forteresse est utilisée jusqu'au Xe siècle.